# جاك كوهن (عالم)
جاك كوهن (بالهولندية: Jacques Cohen)‏ هو عالم هولندي، ولد في 26 ديسمبر 1951 في لاهاي في هولندا.